# Municipio 9 Mineral Springs
El municipio 9 Mineral Springs (en inglés: Township 9, Mineral Springs) es un municipio ubicado en el  condado de Moore en el estado estadounidense de Carolina del Norte. En el año 2010 tenía una población de 25.915 habitantes.

## Geografía
El municipio 9 Mineral Springs se encuentra ubicado en las coordenadas 35°13′39.36″N 79°32′24.69″O / 35.2276000, -79.5401917.